# Наградa „Станислав Лем”
Наградa „Станислав Лем” додељује се за фантастику у српској књижевности. Награду од 2015. додељује ИКЦ „Соларис” из Новог Сада.

## Историјат
Награду је установио и од 2015. додељује ИКЦ „Соларис” за однеговану фантастику у књижевном делу, односно за допринос фантастици у српској књижевности.
Од 2015. до 2017. жири је радио у саставу: Светислав Јованов (председник), Саша Радоњић и Бранкица Ђукић (директорка ИКЦ „Соларис”). Од 2018. жири ради у саставу: Сава Дамјанов (председник), Саша Радоњић и Бранкица Ђукић. Oд 2023. жири је у саставу: Илија Бакић (председник), Саша Радоњић и Бранкица Ђукић.
Церемонија уручења Награде организује се, по правилу, на Међународном сајму књига у Новом Саду или на Београдском сајму књига.
Награду чини швајцарски ручни сат, плакета и комплет изабраних дела Станислава Лема.

## Лауреати

#### Од 2015. до 2024.
- 2015 — Зоран Живковић.[1]
- 2016 — Филип Давид.[2]
- 2017 — Илија Бакић.[3]
- 2018 — Ђорђе Писарев.[4]
- 2019 — Јовица Аћин.[5]
- 2020 — Горан Петровић.[6]
- 2021 — Горан Скробоња.[7]
- 2022 — Ото Олтвањи.[8]
- 2023 — Александар Тешић[9]
- 2024 — Сава Дамјанов[10]

## Остало
Постоји и Међународна награда „Станислав Лем”, коју додељује Универзитет науке и технологије из Вроцлава младом научнику старости до 40 година, за научно достигнуће или откриће остварено у посљедње три године. Ова награда установљена је 2021. у част стогодишњице рођења Станислава Лема, који је од 1985. био и почасни доктор наука Универзитета науке и технологије у Вроцлаву.